# Ascalohybris angulata
Ascalohybris angulata är en insektsart som först beskrevs av John Obadiah Westwood 1847.  Ascalohybris angulata ingår i släktet Ascalohybris och familjen fjärilsländor. Inga underarter finns listade i Catalogue of Life.